# Association sportive messine
Maillots
Dernière mise à jour : 13 décembre 2024.
L'Association sportive messine, abrégé en AS Messine ou ASM est un ancien club de football français fondé en 1920 et situé à Metz, en Moselle. Le club est dissous en 1934, à la suite de la fusion avec le CS Metz. C'est la section football du club omnisports du même nom.
Champion de Lorraine en 1930 et 1932 devant le Cercle athlétique messin (CAM) dont il est devenu le principal rival, il est poussé à la fusion avec l’avènement du professionnalisme. Le club est finalement dissout en 1934 et intégré au FC Metz, création du CAM.

## Historique

### Fondation et premiers résultats (1919 - 1927)
Peu de temps après la fin de la Première Guerre mondiale, l'unique et principale club de football de la ville de Metz, le Metzer SpVgg 1912, disparaît, les autorités militaires procédant à la dissolution des clubs de football nés sous domination de l'Empire allemand. La voix est alors ouverte à quiconque souhaite devenir la référence de la ville messine en termes de sport.
L'AS Messine est créé en 1919 mais déclaré en janvier 1920 par un groupe d'ouvriers ; l'Association sportive messine se développe comme le club omnisports (en pratiquant le football, l'athlétisme, le basket-ball, la lutte, ou encore l'haltérophilie) des ouvriers et employés de la ville de Metz, en opposition au principal club de la ville, le CA Messin, rattaché à la bourgeoisie. Elle occupe un terrain loué à l'armée situé au Ban-Saint-Martin.
Lors de sa première saison, le club remporte directement la première édition du Challenge de Wendel (Coupe de Lorraine) face aux meurthe-et-mosellans de l'US Lunéville à Hayange sur le score de deux buts à un.

### Âge d'or du football messin (1928 - 1931)
La section football de l'AS Messine est promue en Division d'Honneur de Lorraine en 1928 et rivalise les années suivantes avec le CA Messin, le grand club de la région : il remporte le titre le champion de Lorraine en 1930 et 1932 et termine vice-champion en 1929 et 1931 derrière le CA Messin. En Coupe de France, l'ASM atteint en 1929-1930 les 32es de finale, dont elle est éliminée par le RC Arras après prolongation.

### Le début de la fin (1932 - 1934)
Début 1932, le CA Messin annonce vouloir candidater au professionnalisme, alors que se prépare le premier premier championnat de France professionnel. Des voix s'élèvent alors pour pousser à une fusion des deux clubs, afin de créer une unique équipe professionnelle, mais les dirigeants de l'AS Messine refusent. Le dernier match opposant les deux clubs, en avril 1932, tourne au « pugilat », au point de devoir faire intervenir les gendarmes.
La candidature du CA Messin est retenue par la fédération française, faisant de la section football le Football Club de Metz. Le nouveau club aligne, en plus de sept joueurs issus du CA Messin, trois joueurs débauchés à l'AS Messine, Paul Thomas, Maurice Hippert et Albert Rohrbacher. L'AS Messine perd également son attaquant majeur, Willy Delesse, recruté par le RC Paris. Le club tente de faire annuler ces départs auprès de la fédération, en vain. Dès la fin de la saison, qui s’achève sur la relégation de l'AS Messine, en proie à des dettes importantes, et du FC Metz, dans la deuxième division du championnat de France nouvellement créée, les discussions reprennent pour une fusion des deux clubs. Le projet est pratiquement réalisé mais est finalement suspendu pour la saison à venir. Trois autres joueurs quittent L'AS Messine pour le FC Metz : Marcel Marchal, futur international, Nicolas Hibst et Camille Roger.

### La disparition de l'ASM (1934)
En juillet 1934, la mairie de Metz rachète le stade Saint-Symphorien au CA Messin et éponge la dette de l'AS Messine, mais impose en contrepartie la fusion des deux clubs omnisports et le rattachement du FC Metz, également en déficit, à la nouvelle entité, en échange de la location du stade à celle-ci. Côté football, une fusion a donc lieu entre le FC Metz et l'AS Messine sous le numéro d'affiliation du FC Metz, qui change de nom en Cercle des Sports de Metz, fusion entérinée au Bureau fédéral de la FFF le 8 août 1934.
Malgré les difficultés entre les dirigeants des anciens clubs, la fusion est un succès sportif : le CS Metz termine champion de deuxième division en 1935 et retrouve l'élite.

## Palmarès
Le tableau suivant récapitule les performances de l'AS Messine dans les différentes compétitions officielles françaises.
| Compétitions nationales                                             | Compétitions régionales |
| ------------------------------------------------------------------- | --- |
| - Coupe de France - Meilleure performance : 1/32e de finale en 1930 | - Championnat de Lorraine (2) - Champion : 1930 et 1932. - Vice-champion : 1929 et 1931. - Coupe de Lorraine - Vainqueur : 1921. - Division d'Honneur - Champion : 1928. |

## Anciens joueurs
- Willy Delesse
- Paul Thomas
- Maurice Hippert
- Albert Rohrbacher